# 網代温泉
網代温泉（あじろおんせん）は、静岡県熱海市の網代地区から、西隣りの和田木地区（網代駅や大縄公園の所在地）にかけての温泉の総称。
熱海温泉の南にあることから、（長浜海浜公園周辺の「伊豆多賀温泉」も含めた総称として）南熱海温泉と名乗ることもある。駅前にある歓迎ゲートは網代温泉、駅にある周辺案内板は南熱海温泉となっている。

## 泉質
- 食塩泉

源泉温度27 - 68℃。

## 温泉街

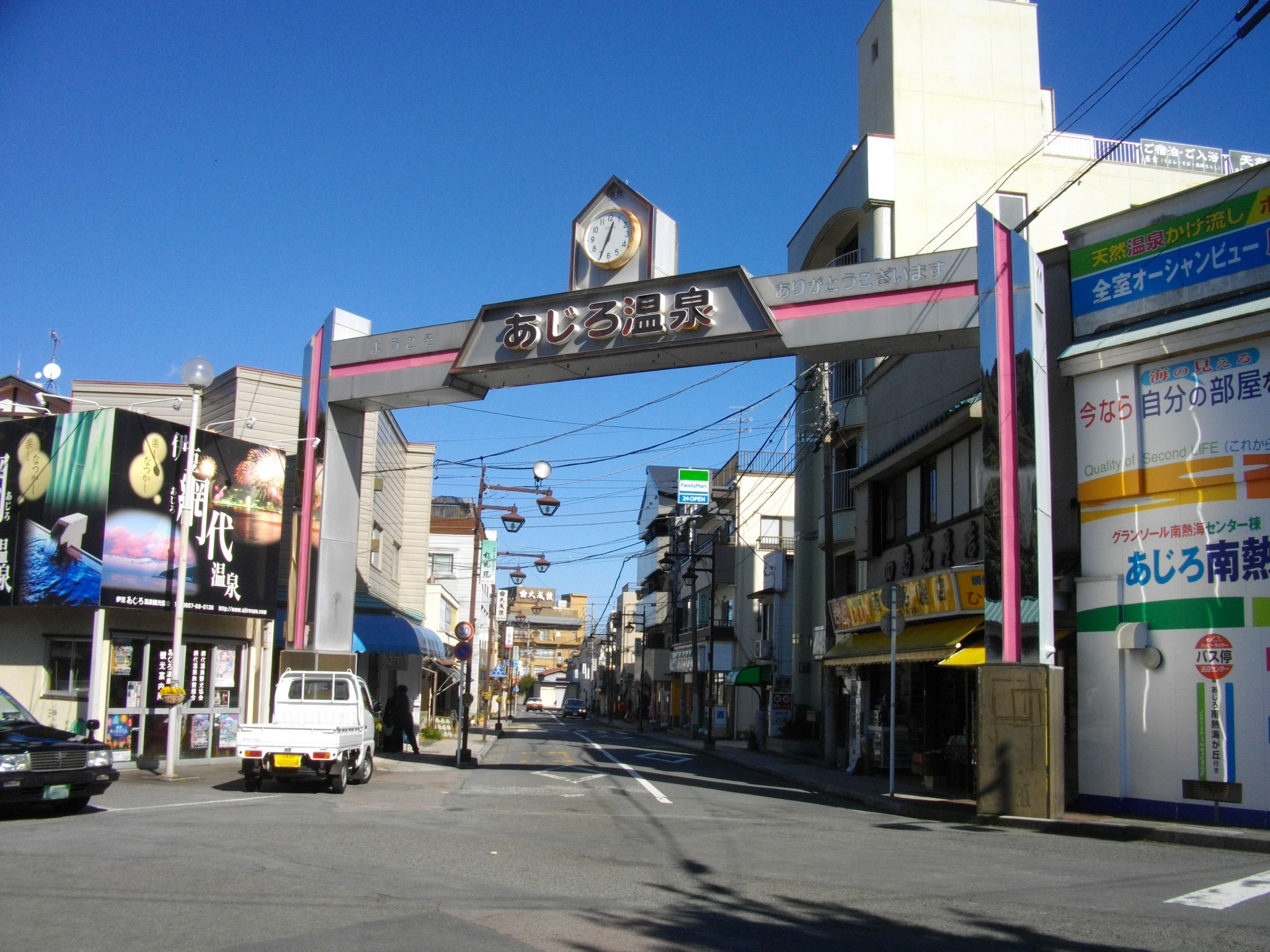
網代温泉入口

熱海市の南部、網代漁港から山側にかけて温泉街が広がる。熱海市の市街地へも近く、車で約10分ほどである。
旅館やホテルは10軒存在する。共同浴場はなく、日帰り入浴は旅館の日帰り入浴を利用することになる。
漁港が近いことから、海産物が名物である。また、近隣は干物の製造が盛んであり、同じく名物となっている。

## 歴史
1938年（昭和13年）8月、貴族院議員・実業家であった武井覚太郎が私財を投じて、大縄海岸で試掘を行い、温泉を掘り当てたのが始まりとされる。

## アクセス
- 鉄道：伊東線網代駅より徒歩約5分。